# Kristīne Gosa
Kristīne Gosa (ur. 28 stycznia 1986 w Jurmale) – łotewska wioślarka.

## Osiągnięcia
- Mistrzostwa Świata Juniorów – Troki 2002 – czwórka podwójna – 6. miejsce[1].
- Mistrzostwa Świata Juniorów – Ateny 2003 – jedynka – 4. miejsce[1].
- Mistrzostwa Świata U-23 – Amsterdam 2005 – jedynka – 6. miejsce[1].
- Mistrzostwa Świata – Eton 2006 – dwójka podwójna – 14. miejsce[1].
- Mistrzostwa Europy – Poznań 2007 – jedynka – 10. miejsce[1].
- Mistrzostwa Europy – Ateny 2008 – jedynka – 13. miejsce[1].